# 中国民主建国会黑龙江省委员会
中国民主建国会黑龙江省委员会，简称民建黑龙江省委、黑龙江民建，是中国民主建国会在黑龙江省的地方组织。

## 历届领导

### 第一届工作委员会
- 任期：
- 主任委员：刘珮芝
- 副主任委员：武百祥、史志平

### 第二届工作委员会
- 任期：
- 主任委员：刘珮芝
- 副主任委员：李庆祥、陈孝德

### 第一届委员会
- 任期：
- 主任委员：郭守昌
- 副主任委员：麻新泉、张润生、朱元成

### 第二届委员会
- 任期：
- 主任委员：郭守昌
- 副主任委员：朱元成、张润生、鞠洪材

### 第三届委员会
- 任期：
- 主任委员：郭守昌
- 副主任委员：朱元成、姜仁伦、刘铁良、国隆亭

### 第四届委员会
- 任期：
- 名誉主任委员：郭守昌
- 主任委员：朱元成
- 副主任委员：姜仁伦、国隆亭、王珂、王桂文、刘文泮

### 第五届委员会
- 任期：
- 名誉主任委员：郭守昌、姜仁伦
- 名誉副主任委员：国隆亭
- 主任委员：刘文泮
- 副主任委员：王桂文

### 第六届委员会
- 任期
- 名誉主任委员：姜仁伦
- 名誉副主任委员：国隆亭
- 主任委员：刘文泮
- 副主任委员：王桂文、郭长军、徐德复、肖鸿麟、肖建敏、孙东生

### 第七届委员会
- 任期：
- 主任委员：孙东生
- 副主任委员：郭长军、肖鸿麟、肖建敏、张洪升、杨弘智

### 第八届委员会
- 任期：
- 主任委员：孙东生
- 副主任委员：郭长军、张洪升、杨弘智、齐瑶、王义平、刘志圣、张岭

### 第九届委员会
- 任期：
- 主任委员：孙东生
- 副主任委员：张洪升、杨弘智、齐瑶、王义平、刘志圣、张岭、王亚东